# Fairstar
Die Fairstar war ein Kreuzfahrtschiff der in Liberia ansässigen Reederei Sitmar Cruises. Sie wurde 1957 als Passagierschiff und Truppentransporter unter dem Namen Oxfordshire von der britischen Bibby Line in Dienst gestellt und 1964 von Sitmar als Auswandererschiff angekauft. Seit 1973 stand sie für Kreuzfahrten im Einsatz. 1997 beendete das Schiff nach 40 Dienstjahren seine letzte Fahrt und ging anschließend zum Abbruch ins indische Alang.

## Geschichte
Die Oxfordshire entstand unter der Baunummer 775 in der Werft von Fairfield Shipbuilders in Govan und lief am 15. Dezember 1955 vom Stapel. Die Übergabe an die Bibby Line erfolgte am 13. Februar 1957, die Indienststellung 15 Tage später. Das Schiff stand fortan als Truppentransporter für die britische Regierung unter Bereederung der Bibby Line im Einsatz, konnte aber auch als ziviles Linienpassagierschiff genutzt werden. In den folgenden Jahren beförderte es so eine Vielzahl von britischen Militärangehörigen in die Kolonien des Vereinigten Königreichs.

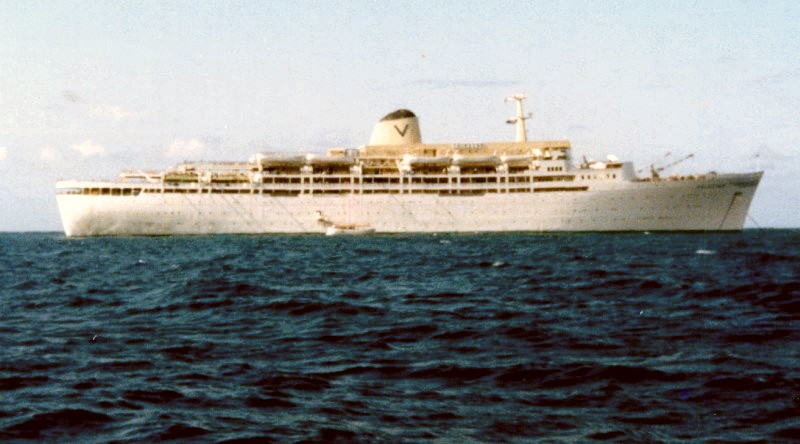
Die Fairstar in den Farben von Sitmar Cruises

Ursprünglich war die Oxfordshire für eine Dauer von 15 Jahren an die britische Regierung verchartert, wurde aber letztlich bereits im Dezember 1962 ausgemustert und in Falmouth aufgelegt. Im Februar 1963 charterte Sitmar das Schiff mit Kaufoption und ließ es erst in Schiedam und anschließend bei Harland & Wolff in Belfast für den rein zivilen Dienst umrüsten, wodurch sich sein Aussehen durch zusätzliche, modernere Aufbauten stark veränderte. Am 19. Mai 1964 brach es unter dem neuen Namen Fairstar von Southampton nach Australien auf.
In den folgenden neun Jahren stand die Fairstar als Auswandererschiff zwischen Australien und Southampton im Einsatz. Diesen Dienst beendete sie im Juli 1973, um anschließend als Kreuzfahrtschiff eingesetzt zu werden. Im Oktober 1984 erfolgte ein erneuter Umbau des Schiffes in Brisbane. Nach der Übernahme von Sitmar Cruises durch P&O Cruises und der Auflösung der Reederei im Jahr 1988 fuhr das Schiff für die Tochtergesellschaft P&O Cruises Australia.
Im April 1989 wurde die Fairstar in Singapur modernisiert, wohin sie auch im Juni 1991 zur Reparatur nach einem Maschinenschaden gebracht wurde, den sie während einer Kreuzfahrt im südchinesischen Meer erlitten hatte. Nach weiteren Antriebsproblemen im April 1996 wurde das in die Jahre gekommene Schiff ausgemustert. Aufgrund ihrer Popularität unternahm die Fairstar vom 21. bis 31. Januar 1997 von Sydney aus noch eine letzte Abschiedskreuzfahrt und wurde direkt danach zum Abbruch nach Indien verkauft. Unter dem Namen Ripa traf das Schiff am 10. April 1997 bei den Abwrackwerften bei Alang ein.